# イサク
イサク（英語: Isaac アイザック、ヘブライ語: יִצְחָק （yits-khawk'  イツハク）、古代ギリシア語: Ισαάκ (Isaak)、アラビア語: اسحاق （ʾIsḥāq イスハーク）、「彼は笑う」の意）は、旧約聖書の『創世記』に登場する太祖の一人。父アブラハム 、母サラ。 正教会ではイサアクと呼ばれ聖人とされる。

## 概要

### 出生・幼少期
神はアブラハムの子孫が星の数のようになると預言したが、アブラハムの妻サラは不妊の女であり、子を産まぬまま年老いて、二人とも諦め、そばめの子が約束の子であると考えていた。しかしある時神はアブラハムへの契約を再確認すると同時に、そばめの子ではなくサラから産まれる子供が跡取りであると知らせた。アブラハムはひれ伏したものの心の中ではあり得ないと笑い、1年後に再び告げられた際はサラも百歳のアブラハムと九十歳の自分との間に子供が出来るはずはないだろうと隠れて笑う。だが神は出来ると断言し、2人が笑ったことからその子の名をイサク（笑う、イツハーク）と名づけよと言った。その言葉のとおりサラから子供が生まれ、アブラハムは神が言われたとおりイサクと名づける。それからしばらく後、神はアブラハムの信仰を試そうとしてイサクを焼き尽くすささげものとして供えるよう求めた。アブラハムはこれに従った。イサクも直前になって自分が犠牲であることを悟ったが抗わなかった。アブラハムがまさに息子を屠ろうとした時、神はアブラハムの信仰の確かさを知ってこれを止めた（イサクの燔祭）（イサクの供犠)。
神はアブラハムを祝福して言った。

### 子孫・死去

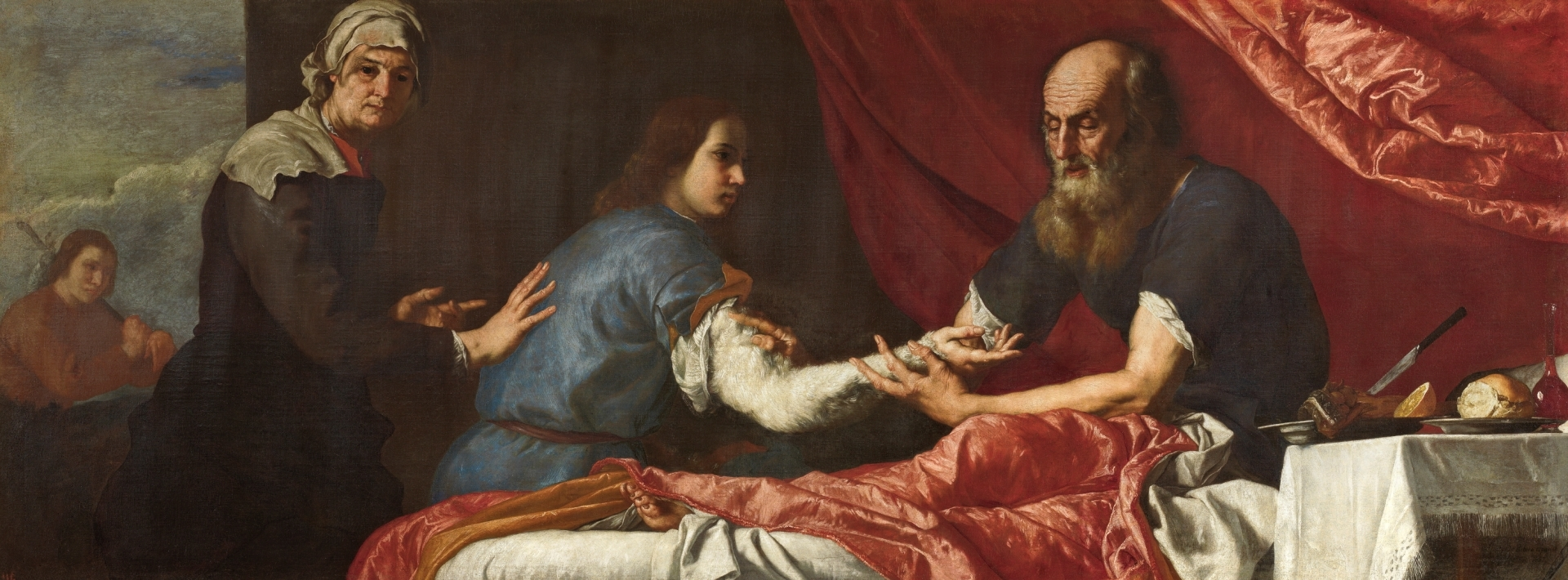
ホセ・デ・リベーラ『イサクとヤコブ』、1637年、プラド美術館、マドリード

イサクはカルデアの女性リベカと結婚し、エサウとヤコブという双子の兄弟をもうけた。ヤコブは弟ながらエサウの受けるはずだった長子の祝福を横取りし、兄の怒りを恐れて伯父のラバンの元に身を寄せる。
やがて、ヤコブはエサウと和解して父イサクと再会した。ヘブロンにいたイサクは180歳でこの世を去った。

## イサクとイシュマエル
イサクが生まれる前、出産をあきらめていたサラは、エジプト人奴隷のハガルによってアブラハムにイシュマエルをもうけさせていた。ところが、ハガルは増長して主人のサラを軽視するようになり、サラの腹から生まれたイサクをイシュマエルがからかっている光景をサラが目にしたことから、サラはアブラハムに母子を追い出すよう迫る。アブラハムは神の「心配せず妻の言う通りにせよ（取意）」とのお告げを受けてこの母子を追い出す。母子は放浪のあげく、泉を見つけて安堵する。この系列はイシュマエル人としてヘブライ人（ユダヤ人）とは別の民族になったとして、旧約にも登場する（ヨセフをエジプトへ連行したのもイシュマエル人の隊商である）。のちに、アラブ人はこのイシュマエルを祖とするイシュマエル人の子孫と称し、アラブ人が開いたイスラム教ではイサクよりもイシュマエルが重視される。
ヘブライズムを前面に押し出す作曲家の一人であるスティーヴ・ライヒはこの物語の神学的問題をパレスチナ問題と絡ませて「ザ・ケイヴ」というビデオ・オペラにしている。この物語はしばしば「ユダヤとアラブの宿命の対決」の起点として持ち出されるが、あくまで神話的な伝承に過ぎず、ユダヤ人・ユダヤ教徒とアラブ人・イスラム教徒が常に対立していたわけではないことにも注意すべきである。